# Тоте (футболіст)
Хорхе Лопес Марко (ісп. Jorge López Marco, нар. 23 листопада 1978, Мадрид), відомий як Тоте (ісп. Tote) — іспанський футболіст, що грав на позиції нападника, зокрема за «Еркулес».

## Ігрова кар'єра
Народився 23 листопада 1978 року в Мадриді. Вихованець юнацьких команд місцевих «Атлетіко» та «Реала».
З 1996 року грав за третю, а з 1998 року — за другу команди «королівського клубу». 1999 року дебютував за головну команду «Реал Мадрид». До основного складу «вершкових» не пробився і протягом чотирьох років взяв у його складі участь лише у п'яти іграх Ла-Ліги. Натомість у цей період двічі віддавався в оренду — у 1999–2000 роках до португальської «Бенфіки», а в сезоні 2001/02 до клубу «Реал Вальядолід».
Влітку 2003 року перейшов до команди «Реал Бетіс», за яку відіграв півтора сезони у Ла-Лізі, також не ставши гравцем основного складу, як і у своєму наступній команді, «Малазі», кольори якої захищав на правах оренди протягом першої половини 2005 року.
Сезон 2005/06 провів у Сегунді за «Реал Вальядолід», після чого приєднався до лав іншого представника другого іспанського дивізіону,  «Еркулеса». Відіграв за цю команду решту шість сезонів своєї ігрової кар'єри, включаючи сезон 2010/11, який вона проводила в елітній Ла-Лізі.

## Титули і досягнення
- Чемпіон Іспанії (2):

«Реал Мадрид»: 2000-2001, 2002-2003
- Володар Суперкубка Іспанії з футболу (1):

«Реал Мадрид»: 2001
- Володар Суперкубка УЄФА (1):

«Реал Мадрид»: 2002
- Володар Міжконтинентального кубка (1):

«Реал Мадрид»: 2002